# 9130 Galois
9130 Galois (1998 HQ148) là một tiểu hành tinh vành đai chính được phát hiện ngày 25 tháng 4 năm 1998 bởi E. W. Elst ở Đài thiên văn Nam Âu.